# Rue Saint-Julien (Nancy)
Pour les articles homonymes, voir Rue Saint-Julien.
La rue Saint-Julien est une voie de la commune de Nancy, dans le département de Meurthe-et-Moselle, en région Lorraine (Grand Est).

## Situation et accès
La rue Saint-Julien, d'une direction générale nord-sud, est placée au sein de la Ville-neuve, à proximité immédiate de la Cathédrale, et appartient administrativement au quartier Charles III - Centre Ville.
Parallèle aux rues Montesquieu et du Pont-Mouja, elle relie la rue Pierre-Fourier, à son extrémité septentrionale, à la rue des Tiercelins, en croisant les rues Saint-Georges et de la Primatiale. Les parcelles bordant la rue Saint-Julien sont numérotées de 3 à 39 du côté impair, et 8 à 88 du côté pair.
La chaussée routière, entièrement en zone 30, est à sens unique nord-sud sur toute la longueur de l'artère, un feu tricolore marquant la fin de la voie à l'intersection avec la rue des Tiercelins. La chaussée est bordée du côté impair de la rue par une rangée de places de stationnement.
La rue Saint-Julien est desservie par la ligne 1 du tramway du réseau STAN, via les stations « Point Central » et « Cathédrale ».

## Origine du nom
Elle porte le nom de l'ancien hospice Saint-Julien, construit par le duc Charles III en 1588 qui était dans le voisinage.

## Historique
À la suite de sa création à la fin du XVIe siècle sous le nom de « rue de l'Hôpital Saint-Julien » son nom est simplifié en « rue Saint-Julien », terme attesté en 1767. À la Révolution, la rue s'appela successivement « rue de la Bienfaisance » en 1794, « rue Socrate » en 1795 et « rue de la Commune » en 1795, avant de reprendre son nom actuel en 1814.

## Bâtiments remarquables et lieux de mémoire
- no 5 Immeuble Camal [2],[3] édifice construit en 1904 pour Henri Camal fabricant de chapeaux de paille par Emile André[4], inscrit au titre des monuments historiques par arrêté du 19 novembre 1976[5].
- n°7 Immeuble Casino des Familles [6] édifice construit en 1902 par l'architecte Louis Lanternier
- n°30 niche dans la façade d'une maison

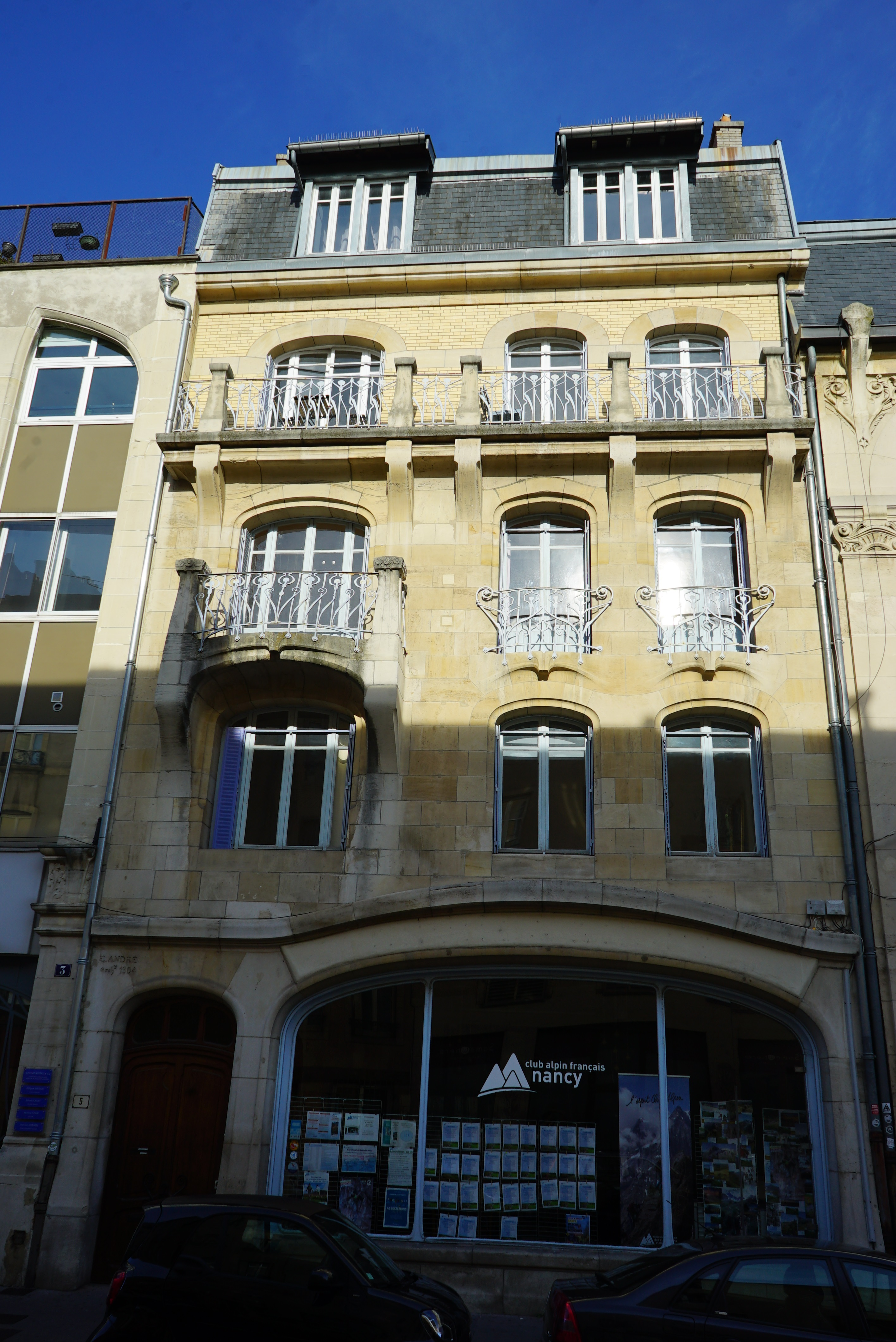
n°5 immeuble
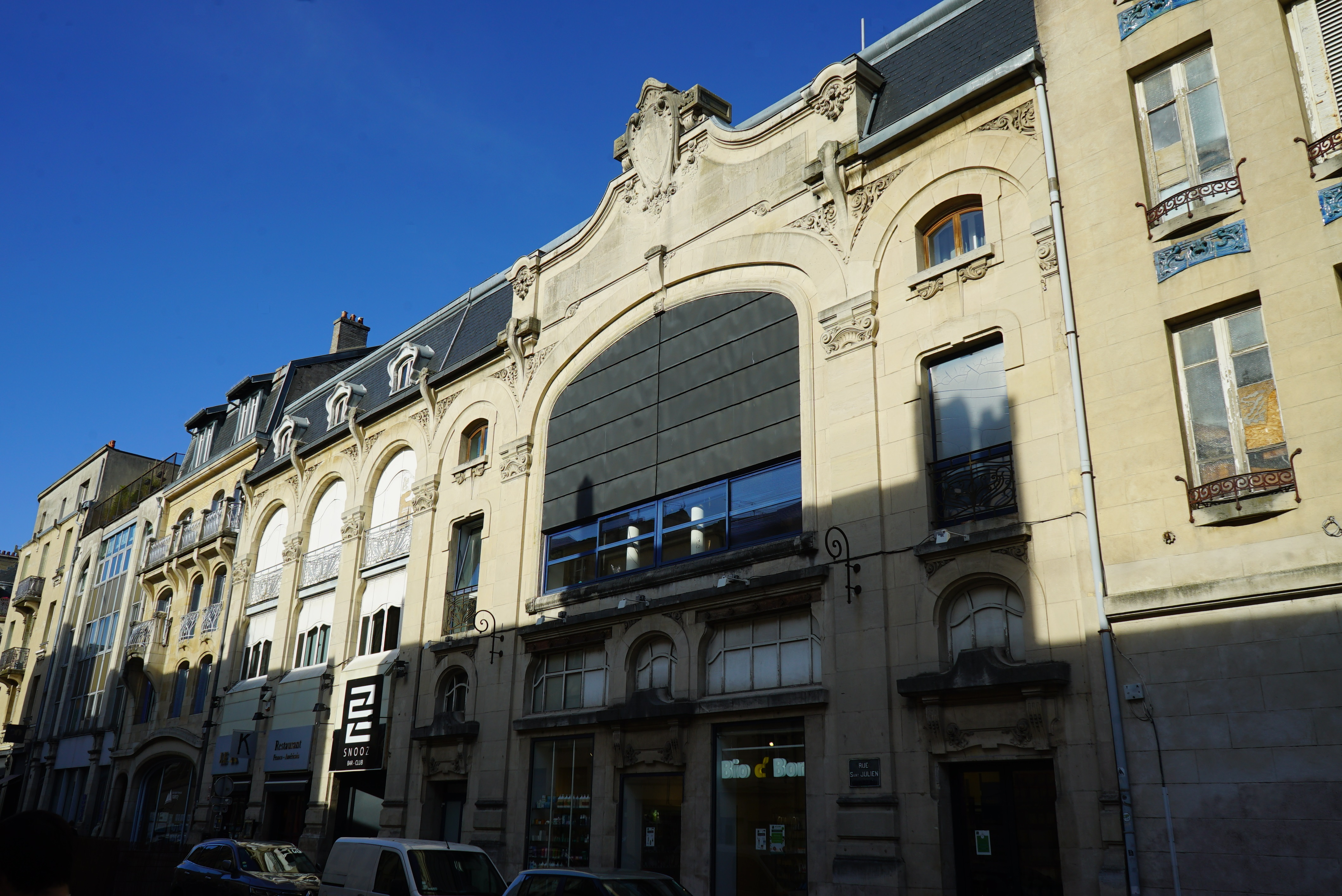
n°7 immeuble
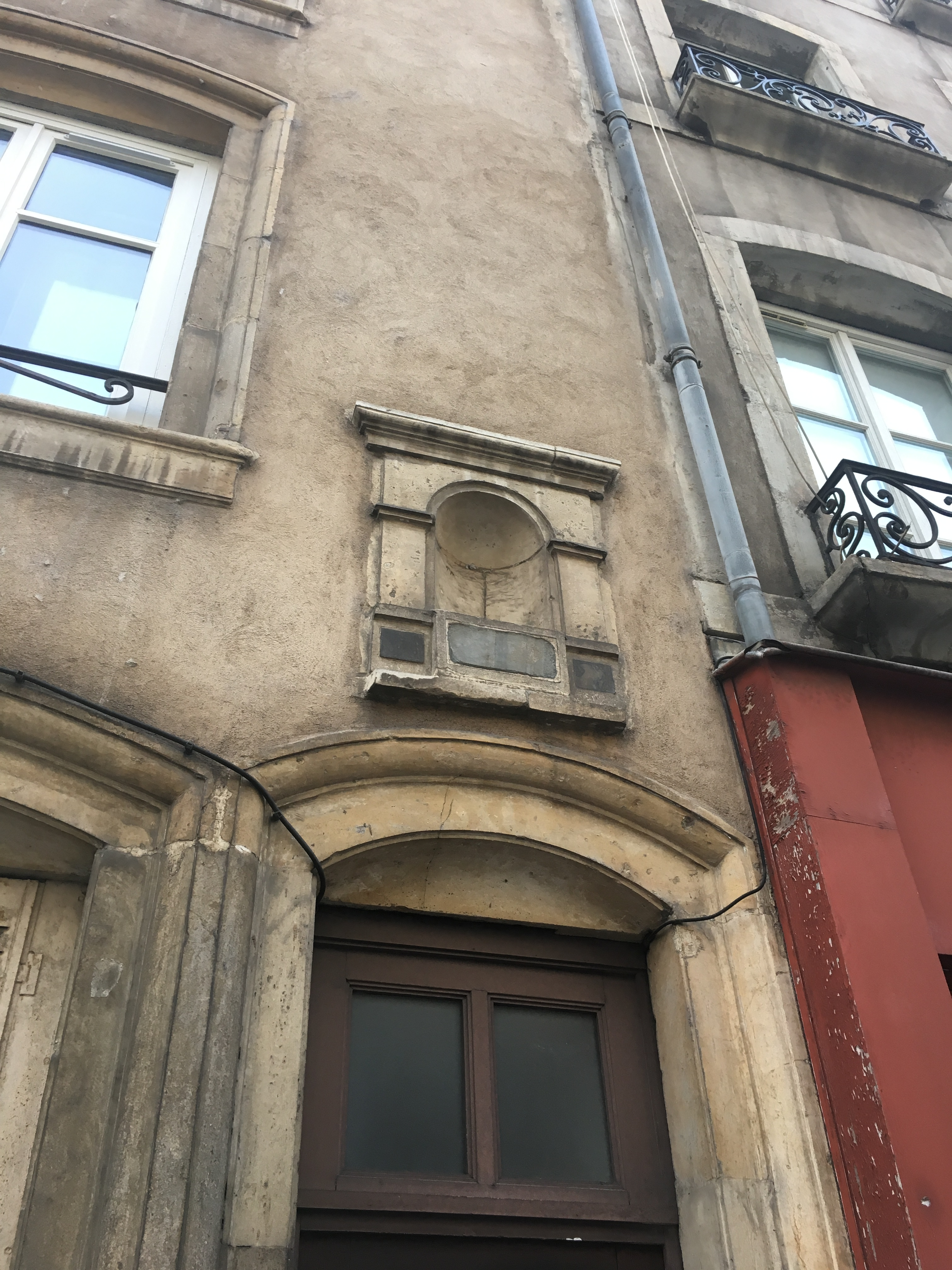
n°30 niche vide